# Terpó András
Terpó András (Vajkóc, 1925 – Budapest, 2015. március 31.) magyar botanikus, egyetemi tanár, az agrártudományok kandidátusa (1958), majd a mezőgazdasági tudományok doktora (1989); szőlészeti kutatásaival elnyerte az MTA doktora címet is. Csaknem négy évtizeden át volt a Kertészeti és Élelmiszeripari Egyetem növénytan professzora, az egyetem soroksári botanikus kertjének alapítója. Egyaránt foglalkozott növényszervezettani, növényrendszertani, növényföldrajzi és környezetvédelmi kutatásokkal. Botanikai szakmunkákban nevének rövidítése: „Terpó”.

## Élete
1925-ben született a Kassa közelében fekvő Vajkócon, iskolai tanulmányait Kassán folytatta. A második világháború után, alig húszévesen kapcsolódott be Budapesten az újrainduló egyetemi oktatásba, ahol a tanársegédi posztról indulva rövid idő alatt végigjárta az oktatói ranglétrát. Miután az akkori Kertészeti és Szőlészeti Főiskola (később Kertészeti és Élelmiszeripari Egyetem) rektora, Somos András felhívta a figyelmét, hogy a sok hazai kertész és sok botanikus között nemigen van átfedés, és azt javasolta számára, hogy kertészeti vonatkozású botanikával foglalkozzék, megfogadta a tanácsot, és attól fogva minden kutatott témája rendelkezett a kertészeti gyakorlat számára hasznosítható vonatkozásokkal is.
1950-től oktatott a főiskola, majd egyetem Növénytani Tanszékén, ahol már a következő évtől, 1951. június közepétől egyetemi tanári címet viselt. Az általa elindított fontosabb kutatási programok közé tartozik a Kárpát-medencei adventív (emberi tevékenység következtében bekerült, elterjedt és meghonosodott) növényfajok kutatása, de foglalkozott az őshonos árnyéki évelő növények, a lomblevelű örökzöldek, és a vadon termő hazai gyümölcsfajok kutatásával is, amely Kárpáti Zoltán tanszékvezetősége idején meghatározó területe volt a tanszék profiljának.
Kandidátusi fokozatát ő maga is a hazai körtetaxonokra vonatkozó kutatásaival nyerte el, disszertációjából később könyvet is megjelentetett. A szőlőtaxonok kutatása az egész szakmai pályáját végigkísérte: már tanársegédként is lehetősége nyílott arra, hogy bejárja a szőlő egy sor dél- és nyugat-ázsiai termőhelyét, és évtizedekkel később az MTA doktori címét is szőlészeti kutatásai eredményeként nyerte el. Nagy gondot fordított a szakirodalom folyamatos követésére – a fontosabb világnyelvek mindegyikén olvasott, és újabb ismeretei alapján állandóan frissítette a tananyagát –, angolul és oroszul rendszeresen tartott előadásokat is.
1972-ben vette át Kárpáti Zoltán helyét a növénytani tanszék élén, e posztot egészen 1989-ig töltötte be; vezetése alatt a tanszék, és ő személy szerint is sokat tett azért, hogy ne szakbarbárok, hanem a növények életét komplexen értő szakemberek kerüljenek ki az egyetemről. Sokat követelt saját kollégáitól és a diákoktól is egyaránt, de a vizsgákon, szigorlatokon soha nem kért számon olyat, amit előadásain vagy könyvein keresztül át ne adott volna. Tanszékvezetőségének idejére esett az egyetem Soroksári Botanikus Kertjének megalapítása is, amit nem éppen könnyű körülmények között hozott létre, az egyetem hallgatóival közösen, a mai XXIII. kerületben fekvő Péterimajorban.
Egy sor botanikai tankönyve és szakkönyve jelent meg, ezek közül a legjelentősebbek egyike az 1987-ben kiadott, kétkötetes növényrendszertani munkája (Növényrendszertan az ökonómbotanika alapjaival I–II.), mely ma is korszerűnek tekinthető. Rendszertani témájú szak- és tankönyveiben Terpó András minden esetben az Armen Leonovics Tahtadzsjan szovjet–örmény botanikus által kidolgozott filogenetikus (fejlődéstörténeti) rendszert, a Tahtadzsján-rendszert követte.
Nyugdíjazását követően négy évre a Magyar Tudományos Akadémia két szaktestületének is a tagja lett: a Kertészeti Bizottságnak (2011 októberétől Kertészeti és Élelmiszertudományi Bizottságnak), valamint az Agrártudományok Osztályának.
Élete 90. évében, 2015. március 31-én hunyt el, temetése 2015. április 23-án zajlott a Szent Gellért-plébániatemplomban.